# Mesossauros da Serra do Caiapó
Mesossauros da Serra do Caiapó é um sítio geológico localizado em uma pedreira de extração de calcário na referida serra, no município de Montividiu, estado de Goiás, Brasil. É constituído por afloramentos de rochas da Formação Irati, formação geológica da Bacia do Paraná. Estes afloramentos destacam-se pelo registro fossilífero de restos de répteis extintos da ordem dos Mesossauros, de idade Permiana, quando a América do Sul fazia parte do antigo continente Gondwana. Além do Mesosaurus brasiliensis, é também assinalada a presença de fósseis de outro gênero, o Brazilosaurus sanpauloensis. Os dois fósseis são importantes na história do desenvolvimento da teoria da Deriva Continental.